# 압델마지드 테분
압델마지드 테분(아랍어: عبد المجيد تبون, 프랑스어: Abdelmadjid Tebboune, 1945년 11월 17일~)은 알제리 정치인으로, 2019년 12월부터 알제리의 대통령으로 재직하고 있다. 압델라지즈 부테플리카 전 대통령과 압델카데르 벤살라 전 대통령 권한대행으로부터 권력을 물려받았다. 앞서 2017년 5월부터 2017년 8월까지 알제리의 총리를 지냈다. 또 2001년부터 2002년까지 1년 동안 주택부 장관, 2012년부터 2017년까지 5년간 다시 주택부 장관을 지냈다.

## 어린 시절 및 교육
테분은 1945년 11월 17일 알제리의 메체리아에서 태어났다. 1965년 국립 행정대학원을 졸업하였다.

## 역대 선거 결과
| 선거명      | 직책명        | 대수 | 정당   | 득표율 | 득표수      | 결과 | 당락 |
| ----------- | ------------- | ---- | ------ | ------ | ----------- | ---- | ---- |
| 2019년 선거 | 알제리 대통령 | 8대  | 무소속 | 58.13% | 4,947,523표 | 1위  |      |
| 2024년 선거 | 알제리 대통령 | 8대  | 무소속 | 84.30% | 7,976,291표 | 1위  |      |